# Percepan

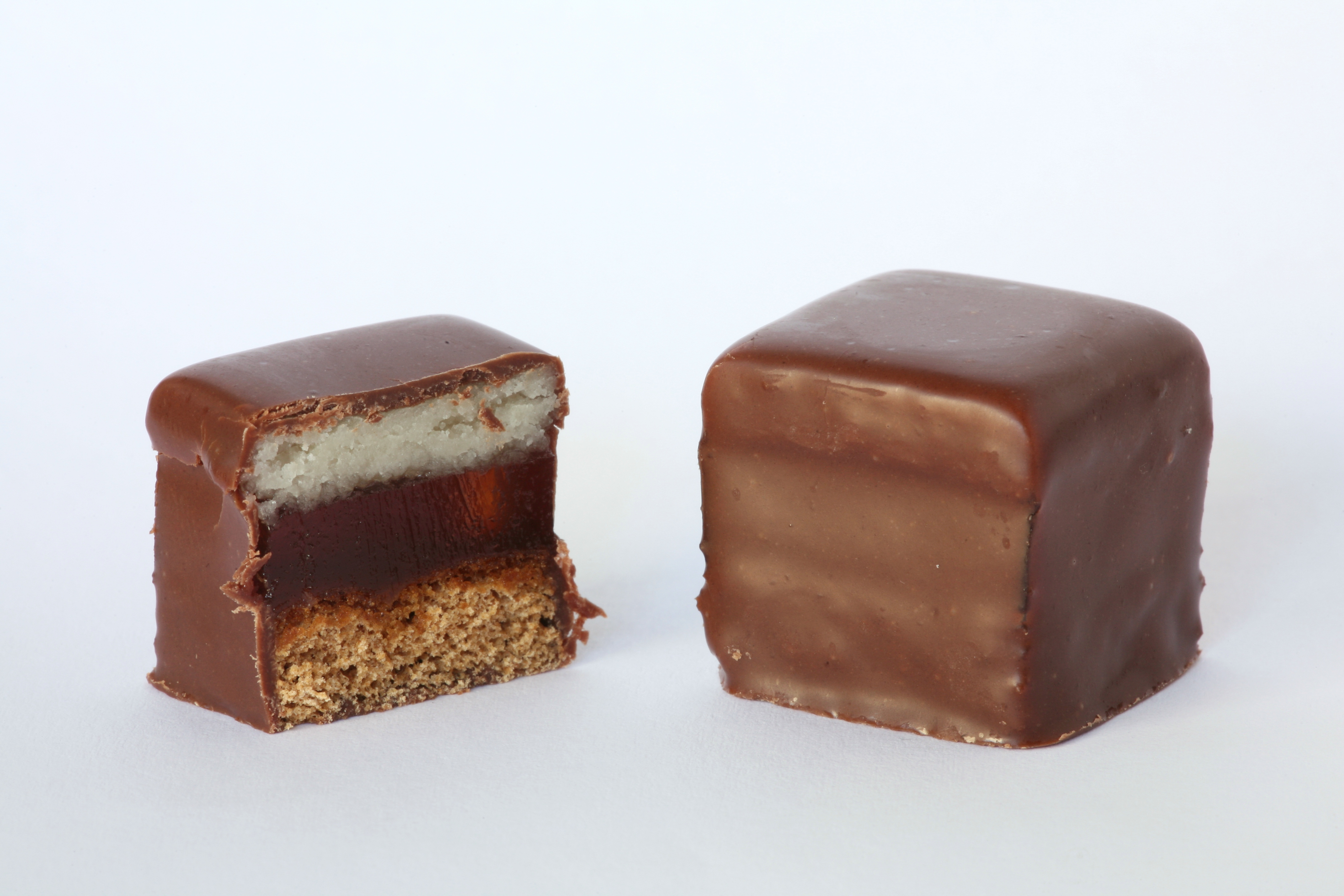
Czekoladka z warstwą percepanu

Percepan (z łac. persica – „brzoskwinia” i marcepan), znany również jako parcepan – surowiec cukierniczy, produkowany z mielonych jąder pestek moreli lub brzoskwini oraz cukru. Stosowany w produkcji wyrobów cukierniczych, zwykle jako tańszy substytut marcepanu, stąd czasami nazywany jest „marcepanem dla ubogich”. Podobnymi produktami są masy arachipanowe i keszupanowe, sporządzane odpowiednio z orzechów arachidowych oraz orzechów nerkowca, często z dodatkiem sztucznych aromatów (esencji migdałowej).

## Produkcja
Percepan jest wyrabiany w procesie podobnym do marcepanu. Głównym surowcem są jądra pestek brzoskwini i moreli, zamiast migdałów. Dopuszczalny jest dodatek gorzkich migdałów. Materiały te mają silny gorzki smak spowodowany obecnością amigdaliny, toksycznego glikozydu, który musi zostać usunięty, zanim pestki mogą być użyte. Ponieważ jądra te mają niewiele innych zastosowań, percepan jest tańszy od marcepanu.
Zgodnie z niemieckim prawem percepan składa się ze zmielonych jąder tych pestek, zawiera najwyżej 20% wody oraz dodatek najwyżej 35% cukru oraz 0,5% skrobi.

## Zastosowania
Percepan ma smak nieco odmienny od marcepanu i zawiera więcej cukru, by zrównoważyć goryczkę.
Percepan jest często stosowany w miejsce marcepanu jako składnik ciast i słodkich pokarmów, natomiast jest rzadko spożywany sam. Niemieckie przepisy wymagają odpowiedniego nazywania lub oznaczania wyrobów spożywczych, w których percepan jest użyty jako zamiennik marcepanu.
Możliwe są próby oszustw polegające na dodawaniu percepanu wyprodukowanego bez obowiązkowego dodatku skrobi do surowej masy marcepanowej i sprzedawaniu mieszaniny jako prawdziwego marcepanu. Zysk oszusta polega na częściowym zastąpieniu drogiego, pełnowartościowego produktu tańszym zamiennikiem.

## Metody odróżniania percepanu od marcepanu
Obowiązkowy dodatek skrobi powoduje, że percepan można łatwo odróżnić od marcepanu poprzez próbę jodową.
Percepan można także odróżnić od marcepanu niezależnym od obecności skrobi testem badającym zawartą w produkcie witaminę E (tokoferol). Marcepan zawiera prawie wyłącznie alfa-tokoferol, podczas gdy percepan ma przewagę gamma-tokoferolu. Badanie można wykonać metodą chromatografii.
Możliwe jest także odróżnienie marcepanu od percepanu testami genetycznymi, co pozwala na wykrycie nawet 0,1% dodatku percepanu do marcepanu.